# 移动测图

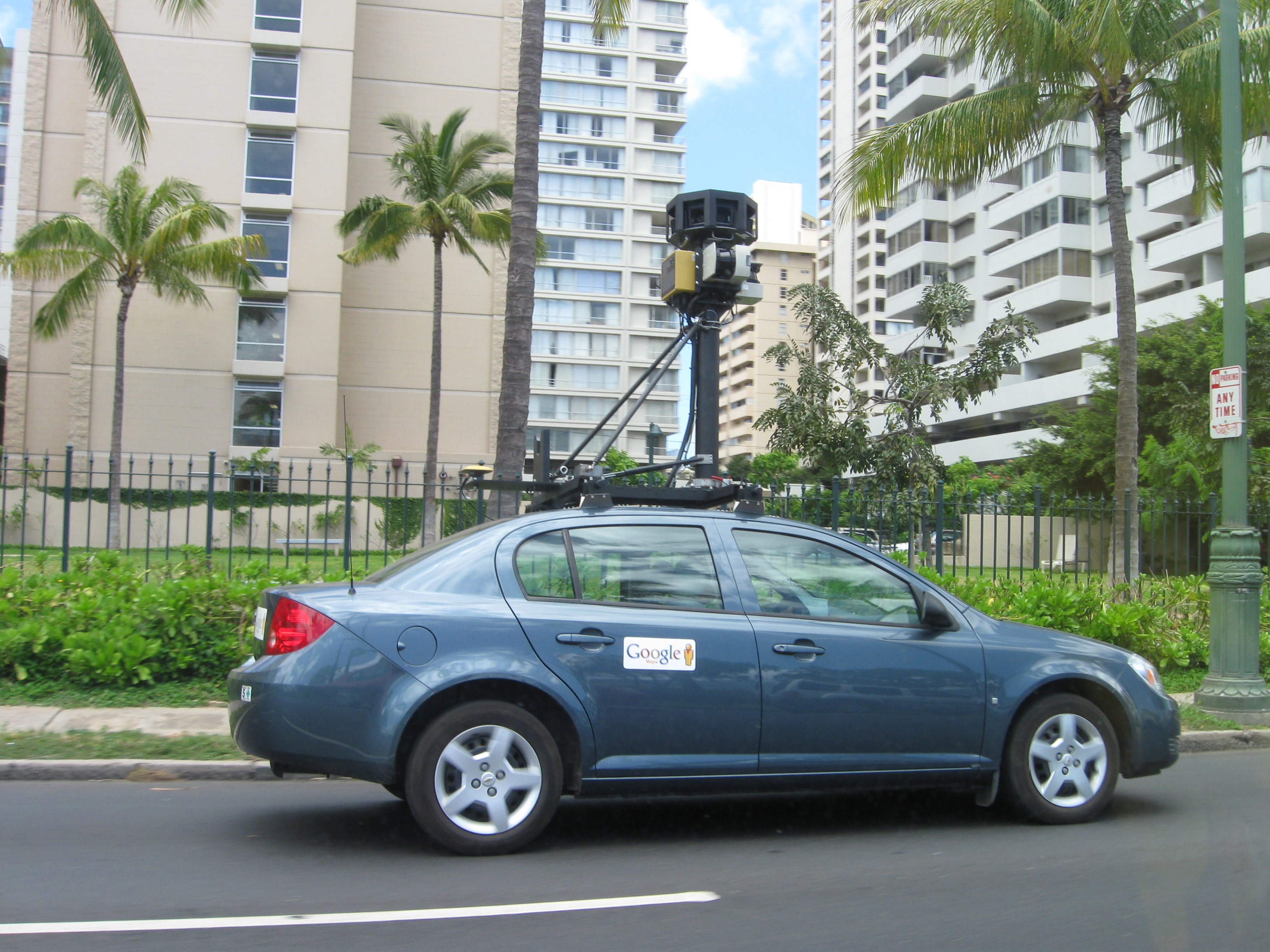
谷歌街景车

移动测图是利用移动载体及载体上的传感器快速采集地理空间信息的一种测图方法，可用于公路、铁路等线状地物的测绘。
移动测图的基本方法是在移动载体平台上集成多种传感器，当载体在测区移动时，由各种传感器自动采集载体的运动位置、姿态及周围物体（地物、地貌）形状、色彩及影像等各种三维连续地理空间数据，而后按一定的数据转换方法和融合算法，对这些数据进行处理和加工，生成各种空间信息应用系统所需的图形和数据信息，由此进行三维建模，最终可重建测区真实场景。在这里，移动载体通常为汽车、舰船或航空飞行器，传感器主要由定位传感器（例如GPS）、定姿传感器（例如INS、IMU）、激光扫描仪与影像传感器等组成。